# Február 15.
Február 15. az év 46. napja a Gergely-naptár szerint. Az évből még 319 (szökőévekben 320) nap van hátra.
Névnapok: Georgina, Kolos + Alfréd, Fausztia, Fausztina, Fausztusz, Gina, Györe, György, Györgyi, Györgyike, Györk, Györke, Jordán, Jordána, Jótám, Jována, Kenese, Kolozs, Szeveréd, Szigfrid, Zsorzsett

## Események

### Politikai események
- i. e. 399 – Szókratészt halálra ítélik.
- 1581 – Gyulafehérváron meghal Bocskai Erzsébet, Bocskai István későbbi erdélyi fejedelem nővére, Báthory Kristóf erdélyi vajda felesége, Báthory Zsigmond későbbi fejedelem anyja.
- 1763 – megkötik a hétéves háborút lezáró megállapodást a Hubertusburgi békét.
- 1898 – Havanna kikötőjében tisztázatlan körülmények között felrobban és elsüllyed a USS Maine amerikai hadihajó, melynek ürügyén az Egyesült Államok április 25-én hadat üzen Spanyolországnak, kitör a spanyol-amerikai háború.
- 1944 – Az amerikai légierő porig bombázza a Monte Cassino-i bencés kolostoregyüttest.
- 1945
  - Véget ér a február 4-én kezdődött jaltai konferencia, ahol a szövetséges hatalmak vezetői döntöttek Németország lefegyverzéséről.
  - Befejeződik a második világháború egyik legcéltalanabb bombázása, a drezdai támadás. Az akció végén több tízezernyi ártatlan polgári áldozat marad a romok között.
- 1991 – Visegrádi Találkozó – Antall József magyar miniszterelnök, Lech Wałęsa lengyel és Václav Havel csehszlovák köztársasági elnökök részvételével.
- 2003 – Civil szervezetek Európa összes fővárosában tüntetést tartanak az Egyesült Államoknak Irakkal szemben tervezett háborúja ellen.

### Tudományos és gazdasági események
- 1893 – Elindul Budapesten a telefonhírmondó szolgáltatás, Puskás Tivadar találmánya alapján.
- 2007 – Magyarországon bevezetik a vizitdíj és kórházi napidíj fizetési kötelezettséget.

### Kulturális események

#### Irodalmi, színházi és filmes események
- 1833 – Katona József Bánk bán c. drámájának első bemutatója (a mű megírása után 18, a szerző halála után 3 évvel, Kassán, a Nemzeti Dal és Színjátszó Társulat által).

### Egyéb események
- 1775 – Pesten, Budán és Vácott háromnapos árvíz pusztít (1775-ös pesti árvíz).
- 1996 óta a Kanadai nemzeti zászló napja (National Flag of Canada Day).
- 1982 – Egy vihar során elsüllyed az Ocean Ranger nevű tengeri olajfúrótorony Új-Fundland partjainál.
- 2001 – Faludi Tímea letartóztatásával kipattan az ún. Fekete Angyal-ügy.
- 2010 – Buizingeni vasúti baleset Belgiumban

## Születések
- 1471 – II. Piero de’ Medici Firenze uralkodója († 1503)
- 1564 – Galileo Galilei olasz matematikus, természettudós, fizikus, csillagász († 1642)
- 1710 – XV. Lajos francia király († 1774)
- 1736 – Horányi Elek piarista pap, tanár, történettudós († 1809)
- 1782 – William Miller adventista prédikátor († 1849)
- 1807 – Stevan Petrović Knićanin szerb tábornok, hadügyminiszter († 1855)
- 1811 – Domingo Faustino Sarmiento argentin politikus, pedagógus, író, újságíró, tanár, államférfi és katona. († 1888)
- 1835 – Dimítriosz Vikélasz görög üzletember és író, a Nemzetközi Olimpiai Bizottság első elnöke 1894 és 1896 között († 1908)
- 1845 – Elihu Root Béke Nobel-díjas amerikai politikus († 1937)
- 1858 – William Henry Pickering amerikai csillagász († 1938)
- 1873 – Láng Gusztáv gépészmérnök († 1960)
- 1874 – Ernest Shackleton ír születésű brit felfedező, sarkkutató († 1922)
- 1892 – Koltay-Kastner Jenő irodalomtörténész, filológus, történész, az MTA tagja († 1985)
- 1893 – Blattner Géza magyar festőművész, grafikus, bábművész († 1967)
- 1899 – Georges Auric francia zeneszerző, zongoraművész, a francia hatok csoport tagja († 1983)
- 1907 – Cesar Julio Romero kubai származású amerikai színész († 1994)
- 1909
  - Simon Böske az első magyar szépségkirálynő, aki egyben Európa első szépségkirálynője is († 1970)
  - Grażyna Bacewicz lengyel hegedűművész, zeneszerző és pedagógus († 1969)
- 1912 – Mikes György magyar-angol író, újságíró, humorista († 1987)
- 1913 – Chas Mortimer brit autóversenyző († 1996)
- 1919 – Earl Motter amerikai autóversenyző († 1992)
- 1920
  - Hans Blees német autóversenyző († 1994)
  - Babos Zoltán magyar vegyészmérnök, élelmezésügyi miniszterhelyettes († 1984)
- 1922 – Doc Shanebrook amerikai autóversenyző († 1979)
- 1922 – Jožef Smej római katolikus szlovén pap, teológus († 2020)
- 1929 – Diószeghy Iván romániai magyar színész († 2006)
- 1929 – Graham Hill brit autóversenyző, a Formula–1 világbajnok († 1975)
- 1931 – Claire Bloom brit színésznő
- 1939 – Deseő Csaba magyar hegedű- és brácsaművész
- 1942 – Hammerl László olimpiai bajnok magyar sportlövő, edző, a nemzet sportolója († 2024)
- 1943 – Oravecz Imre Kossuth-díjas magyar költő
- 1944 – Nádasi Myrtill magyar táncművész, színésznő
- 1946 – Drozdik Orsolya magyar grafikus
- 1947 – Koldus Nagy László magyar színész
- 1947 – Nádasdy Ádám nyelvész, költő, műfordító
- 1951 – Bérczes László Jászai Mari-díjas magyar író, rendező, dramaturg,
- 1951 – Richter József Kossuth- és Jászai Mari-díjas magyar artistaművész
- 1954 – Balogh Bodor Attila magyar színész
- 1962 – Zoltán Erika magyar énekesnő
- 1967 – Orosz Anna magyar színésznő, szinkronszínész
- 1970 – Csisztu Zsuzsa magyar tornászbajnok, televíziós műsorvezető, jogász
- 1974 – Alexander Wurz osztrák autóversenyző
- 1974 – Borbás Erika magyar színésznő
- 1975 – Bársony Péter magyar brácsaművész
- 1978 – Yiruma dél-koreai zongorista
- 1984 – Isaiah Msibi szváziföldi sprinter
- 1985 – Varga Norbert magyar színész
- 1986 – Mohammed Othman H Shaween szaúd-arábiai sprinter
- 1986 – Forró Bence magyar műsorvezető, író
- 1987 – Boulsevicz Beatrix magyar úszónő
- 1989 – Nisivaki Ajaka japán énekes-táncos, a Perfume elektropop-trió tagja
- 1990 – Charles Pic francia Formula–1-es pilóta
- 1992
  - Böczögő Dorina magyar tornász
  - Kristaps Zvejnieks lett alpesi síző
- 1997 – Will Palmer angol autóversenyző
- 1998 – George Russell brit autóversenyző, Formula–1-es pilóta

## Halálozások
- i. e. 42 – Taimhotep egyiptomi hölgy
- 1637 – II. Ferdinánd német-római császár, magyar és cseh király[1] (* 1578)
- 1741 – Georg Raphael Donner osztrák barokk szobrász (* 1693)
- 1768 – Genersich Sámuel szepességi szász orvos, botanikus (* 1844)
- 1781 – Gotthold Ephraim Lessing német drámaíró, kritikus, esztéta, dramaturg (* 1729)
- 1855 – Teleki József magyar történetíró, jogász, Erdély főkormányzója, az Akadémiai Könyvtár alapítója, az MTA társalapítója és első elnöke (* 1790).
- 1857 – Mihail Ivanovics Glinka orosz zeneszerző (* 1804)
- 1877 – Szelmár István magyarországi szlovén író (* 1823)
- 1880 – Fischer Mór porcelánfestő, porcelángyáros, a Herendi Porcelángyár alapítója (* 1799)
- 1940 – Bothos Gyula magyar jogász, közigazgatási bíró, felsőházi tag (* 1873)
- 1959 – Madarász Margit magyar teniszező (* 1884)
- 1965 – Nat King Cole amerikai jazz-zenész, énekes, zongorista (* 1919)
- 1965 – Porpáczy Aladár Kossuth-díjas kertész, növénynemesítő, akadémikus (* 1903)
- 1966 – Eisemann Mihály magyar zeneszerző, operett-szerző (* 1898)
- 1979 – Huszty Dénes gépészmérnök, akusztikus (* 1927)
- 1988 – Richard Feynman Nobel-díjas amerikai fizikus (* 1918)
- 1990 – Darás Léna magyar színésznő (* 1926)
- 1996 – Pataky Jenő magyar színész,  érdemes művész (* 1914)
- 1996 – Straub F. Brunó biokémikus, akadémikus, A Magyar Népköztársaság Elnöki Tanácsa utolsó elnöke (* 1914)
- 1999 – Billy Garrett amerikai autóversenyző (* 1933)
- 2000 – Ray Knepper amerikai autóversenyző (* 1920)
- 2004 – Luigi Taramazzo olasz autóversenyző (* 1932)
- 2009 – Bozó László dramaturg, rádiós szerkesztő, a Magyar Rádió főrendezője (* 1927)
- 2014 – Gyarmati Fanni tanár, Radnóti Miklós özvegye (* 1912)
- 2016 – George Gaynes, finn származású amerikai színész (* 1917)
- 2018 – Harsányi Iván, magyar történész, egyetemi tanár (* 1930)
- 2023 – Raquel Welch amerikai színésznő (* 1940)

## Ünnepek, emléknapok, világnapok
- Nirvána-nap, buddhista ünnep
- Lupercalia (Februa) ünnepe az ókori Rómában
- Kanada: A nemzeti zászló napja
- Szerbia nemzeti ünnepe (Sretenje)